# Anochetus rothschildi
Anochetus rothschildi är en myrart som beskrevs av Auguste-Henri Forel 1907. Anochetus rothschildi ingår i släktet Anochetus och familjen myror. Inga underarter finns listade i Catalogue of Life.